# Miika Elomo
Miika Elomo (* 21. April 1977 in Turku; † 9. Februar 2025) war ein finnischer Eishockeyspieler, der in seiner aktiven Zeit von 1994 bis 2005 unter anderem für die Washington Capitals in der National Hockey League spielte. Seit 2012 arbeitete er als Eishockeytrainer. Sein jüngerer Bruder Teemu war ebenfalls ein professioneller Eishockeyspieler.

## Karriere
Miika Elomo begann seine Karriere als Eishockeyspieler in seiner Heimatstadt in der Nachwuchsabteilung von TPS Turku, für dessen Profimannschaft er von 1994 bis 1996 in der SM-liiga aktiv war. Im selben Zeitraum kam er überwiegend als Leihspieler für TPS' Stadtnachbarn Kiekko-67 in der zweitklassigen I divisioona zum Einsatz. Zudem wurde er im NHL Entry Draft 1995 in der ersten Runde als insgesamt 23. Spieler von den Washington Capitals ausgewählt. Für deren Farmteam, die Portland Pirates aus der American Hockey League, erzielte der Flügelspieler in der Saison 1996/97 in 52 Spielen 17 Scorerpunkte, davon acht Tore. In der folgenden Spielzeit erzielte er bei seinen ersten 33 AHL-Einsätzen für Portland nur noch je ein Tor und eine Vorlage, woraufhin er sich dazu entschied zur Saisonmitte in seine finnische Heimat zurückzukehren. Dort wurde er mit seinem neuen Verein HIFK Helsinki auf Anhieb Finnischer Meister. Diesen Erfolg konnte er in der Saison 1998/99 mit seinem Heimatverein TPS Turku wiederholen.
Im Sommer 1999 kehrte Elomo nach Nordamerika zurück. Dort konnte er sich in der AHL bei den Portland Pirates auf 21 Tore und 14 Vorlagen in 59 Spielen steigern. Als Belohnung für seine guten Leistungen durfte er in der Saison 1999/2000 sein Debüt in der National Hockey League für die Washington Capitals geben, für die er in zwei Spielen eine Torvorlage gab. Am 24. Juni 2000 wurde er zusammen mit einem Viertrundenwahlrecht für den NHL Entry Draft 2000 im Tausch gegen ein Zweitrundenwahlrecht für den gleichen Draft zu den Calgary Flames transferiert. Trotz guter Leistungen in deren Trainingscamp, wurde er auch von Calgary nur in deren AHL-Farmteam eingeteilt. Für die Saint John Flames erzielte er in der Saison 2000/01 in insgesamt 78 Spielen 33 Scorerpunkte, davon zehn Tore. Die Saison 2001/02 begann der U18-Junioren-Europameister von 1995 bei TPS Turku, wechselte jedoch bereits nach 24 Spielen zu den Espoo Blues, bei denen er bis zu seinem vorzeitigen Karriereende im Anschluss an die Saison 2004/05 im Alter von 28 Jahren auf dem Eis stand.

### International
Für Finnland nahm Elomo an den U18-Junioren-Europameisterschaften 1994 und 1995 sowie den U20-Junioren-Weltmeisterschaften 1995 und 1996 teil. Bei der U18-EM 1995 gewann er mit seiner Mannschaft die Goldmedaille.

### Als Trainer
- 2012–2013 Assistenztrainer bei Vierumäki A aus der Junioren-Mestis
- 2012–2013 Assistenztrainer bei TPS (als Nachfolger von Mika Strömberg)
- 2013–2014 Assistenztrainer bei TPS
- 2014–2015 Cheftrainer der U20-Junioren von TPS
- Nov. 2014 – Feb. 2015 Cheftrainer von TPS (als Nachfolger von Kai Suikkanen)

## Erfolge und Auszeichnungen
- 1995 Goldmedaille bei der U18-Junioren-Europameisterschaft
- 1998 Finnischer Meister mit HIFK Helsinki
- 1999 Finnischer Meister mit TPS Turku